# Intimate Conversations
Intimate Conversations ist ein Jazzalbum von Joe McPhee, Mikołaj Trzaska und Jay Rosen. Die am 1. November 2006 im Jazzclub Alchemia, Krakau, entstandenen Aufnahmen erschienen 2008 auf Not Two Records.

## Hintergrund
Auf Intimate Conversations spielte ein Trio von Musikern, das 2006 vom Saxophonisten Joe McPhee in Krakau mit seinem langjährigen Mitarbeiter Jay Rosen und dem Holzbläser Mikołaj Trzaska einberufen wurde, um zwölf Improvisationen zu spielen, um damit zu beleuchten, wie „intime Gespräche funktionieren“, notierte Lyn Horton. Ebenfalls auf Not Two Records erschien das Album Magic das McPhhe mit Mikolaj Trzaska, Dominic Duval und Jay Rosen 2007 in Krakau einspielte.

## Titelliste
- Joe McPhee, Mikołaj Trzaska, Jay Rosen: Intimate Conversations[3]

1. Was It Something I Said? 3:42
2. Maybe Not 4:42
3. I Would If I Could 3:53
4. Did God Forget Darfur/What God? 8:43
5. An Intimate Conversation #1 5:45
6. An Intimate Conversation #2 4:49
7. North Star (For Max Roach) 3:14
8. An Intimate Conversation #3 11:02
9. Dom’s Matrix 5:10
10. Snowflakes On Flowers 10:59
11. And Then 5:01
12. King To King’s Bishop 3 5:09

Die Kompositionen stammen von Joe McPhee, Mikołaj Trzaska, Jay Rosen.

## Rezeption
Nach Ansicht von Lyn Horton, der das Album in All About Jazz rezensierte, verwendet McPhee sein Tenorsaxophon, um „Texturen der Verwirrung und des Staunens zu schaffen, und begibt sich auf eine klangliche Suche nach Antworten, die nur in krassen, ergebnislosen Auflösungen ankommen. Diese Enden werden zu Brücken zu anderen tieferen Untersuchungen.“ Er treibe sein Instrument bis zum Äußersten innerhalb der Tonlagen sowie innerhalb der Linien, die Dissonanz und Melodie, Härte und Sanftheit, Furor und Mitgefühl ausdrücken würden.
Trzaskas Sound sei unverwechselbar, weil er eine Vielzahl von Holzblasinstrumenten spiele, die dem Mix Feuer und Licht verliehen, wenn sie im Gegensatz zu den tiefen Tönen des Tenors von McPhee auf „Dom's Matrix“ zu hören sind. Auf anderen Tracks lege er einen abwechslungsreichen Boden, auf dem McPhee aufbauen könne und die beiden schließlich zusammenkommen können, sowohl in einem engen Call-and-Response-Modus als auch kontrapunktisch – außer bei „And Then“ seien die beiden selten synchron.
Die Titeltracks sind eine Reihe von Duetten zwischen den Saxophonisten, von Derwisch-artigem Legato bis hin zu herben Hin- und Hers (einschließlich Trzaskas selten gespielten C-Melody-Saxophon), schrieb Clifford Allen. Sie werden durch Rosens Solo-Perkussion-Feature „North Star“ unterbrochen, ein didaktisch zusätzliches Stück, das, obwohl es Max Roach gewidmet ist, eher Andrew Cyrilles vollständig ausgeformtem What About? (BYG, 1969) ähnle. Intimate Conversations sei sicherlich eine willkommene Ergänzung des McPhee/Rosen-Katalogs, und ganz klar sei Trzaska jemand, von dem man hoffen könne, weiteres zu hören.